# 한국백혈병어린이재단
재단법인 한국백혈병어린이재단(KCLF : Korea Childhood Leukemia Foundation)은 대한민국의 소아암 및 희귀난치성질환 어린이를 지원하는 비영리단체이다.
- 국내 최초로 활동을 시작한 소아암 전문 비영리법인이다.
- 민간단체이자 공익법인이며 기획재정부가 지정한 지정기부금단체(기부금코드 40)이다.

## 설립 배경
1991년 11월 21일, 백혈병어린이를 둔 부모들, 환자를 치료하고 간호하는 의료진, 그리고 아이들의 건강이 회복되고 밝고 힘차게 자라기를 희망하는 분들의 뜻이 모여, 한국백혈병어린이재단의 전신인 '백혈병어린이후원회(사회단체등록 서울특별시의약 제1호, 1993년5월 12일)'의 첫모임을 가졌다.
후원회는 환자가족모임, 회보발행, 캠프개최, 헌혈운동, 제도개선, 소원들어주기운동 등을 전개했다. 백혈병(소아암) 어린이를 지원하는 활동을 지속적으로 펼쳐나가다가, 체계적인 운영을 위해 2000년 12월 16일 재단법인 한국백혈병어린이재단으로 보건복지부 설립인가(제105호)를 받았다.
한국백혈병어린이재단 연혁
한국백혈병어린이재단 이전 소식지 보기(1992~2009년)

## 재단 설립 목적 및 지원 사업
백혈병·소아암 환자와 이에 준하는 희귀난치성 질환 환자에 대한 전문적인 의료사회복지서비스 제공 및 사회적 관심을 모으기 위한 제반 사업수행을 통하여 질병을 치료하고 건강하고 행복한 삶을 살 수 있도록 돕는 것을 목적으로 한다.
- 백혈병·소아암 환자 및 희귀난치성 질환 환자에 대한 체계적인 의료복지서비스 제공을 목적으로 하는 쉼터운영 사업
- 백혈병·소아암 환자 및 희귀난치성 질환 환자를 위한 경제지원 사업 (치료비 지원)
- 백혈병·소아암 환자 및 희귀난치성 질환 환자와 가족의 정서적 어려움을 완화하기 위한 정서지원 사업
- 백혈병·소아암 환자 및 희귀난치성 질환 환자와 가족을 위한 자료발간 등의 정보지원 사업
- 백혈병·소아암 환자 및 희귀난치성 질환 예방 및 치료에 관한 연구와 관련 종사자 교육지원 사업
- 백혈병·소아암 환자 및 희귀난치성 질환에 대한 사회적 관심을 모으기 위한 홍보 사업
- 기타 이 법인 목적 달성에 필요한 사업

## 투명성
한국백혈병어린이재단은 투명하게 운영되는 것으로 잘 알려져 있다. 창립 이후로 한번도 불미스러운 사건이 없었다. 내부감사, 외부감사, 보건복지부 감사를 받고 있으며, 연간보고 및 감사보고서는 홈페이지에 상시 공개되어 있다. 비영리단체를 평가하는 한국가이드스타의 투명성 및 효율성 평가에서 3년 연속 최우수(만점) 기관으로 선정된 바 있다.
한국백혈병어린이재단 연간보고서 및 감사보고서(투명성)

## 이사진
- 초대 이사장 송상현 (2000년 12월~2009년 12월)

- 제2대 이사장 오연천 (2009년 12월~2024년 12월)

- 제3대 이사장 신희영 (2024년 12월~현재)

그리고 이사회 구성원의 대다수는 소아암 환자를 치료하는 현직 의료진들이 참여하고 있다.
한국백혈병어린이재단 이사/감사

## 홍보대사
한국백혈병어린이재단의 홍보대사는 보수를 받지 않는 명예 홍보대사이다. 현재 홈페이지에 소개되어 있는 홍보대사는 가수 이승환, '뚝딱이아빠' 김종석, 슈퍼주니어 동해, 작곡가 이루마이며, 과거에는 연예인 노홍철, 농구선수 서장훈도 홍보대사로 위촉되었던 기록이 있다.
- 가수 이승환 (활동기간 : 2000년~현재) - 대한민국의 롹 가수, 소설 '가시고기'를 읽고, 7집 앨범 Egg에 수록된 '엄마'라는 곡을 만들었다. 이승환은 방송매체 활동을 좋아하지 않기에 홍보하지 않는 조건으로 명예홍보대사가 되었다고 한다. 하지만 이승환이 홍보대사라는 것만으로도 엄청난 영향력을 행사하고 있다. 매년 자선공연인 '차카게살자'의 수익금 전액을 기부하고 있으며, '차카게살자기금'은 공연수익, 이승환의 개인 기부금, 수많은 팬들의 기부금이 모여 운용되고 있다.
- 방송인 김종석 (활동기간 : 2004년~현재) - EBS 딩동댕유치원의 '뚝딱이 아빠', 지금은 대학교수가 되어 유아교육을 가르치고 있다.
- 가수 동해 (활동기간 : 2017년~현재) - 슈퍼주니어 멤버, 아버지가 암으로 돌아가시면서 소아암 환자들에 대한 관심이 높아졌다고 한다.
- 작곡가 이루마 (활동기간 : 2023년~현재) : 홍보대사가 되기 오래전부터 백혈병 어린이들을 후원하고 있던 것으로 알려져 있다.

- 어린이 홍보대사 : 소아암 치료를 받고 있는 어린이들도 직접 어린이 홍보대사로 활동하고 있다.